# Tête verte de Boston
Pour les articles homonymes, voir Tête verte.

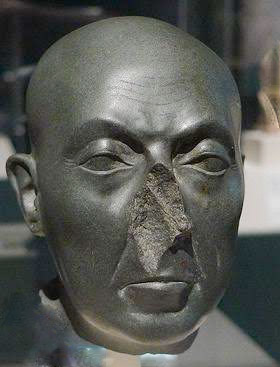
Tête verte de Boston

La tête verte de Boston est une tête sculptée en grauwacke d'un prêtre égyptien de la période tardive de l'Égypte antique. La tête, datée de 380 à 332 av. J.-C., est conservée au musée des Beaux-Arts de Boston, aux États-Unis.

## Origine
La tête aurait été retrouvée en 1858 au Sérapéum de Saqqarah. Plus tard, Mohamed Saïd Pacha, vice-roi d'Égypte pro-français, l'a donnée au prince Napoléon-Jérôme Bonaparte.
En 1904, la tête a été achetée par le musée des Beaux-Arts de Boston à Edward Perry Warren.